# SDSS J0100+2802

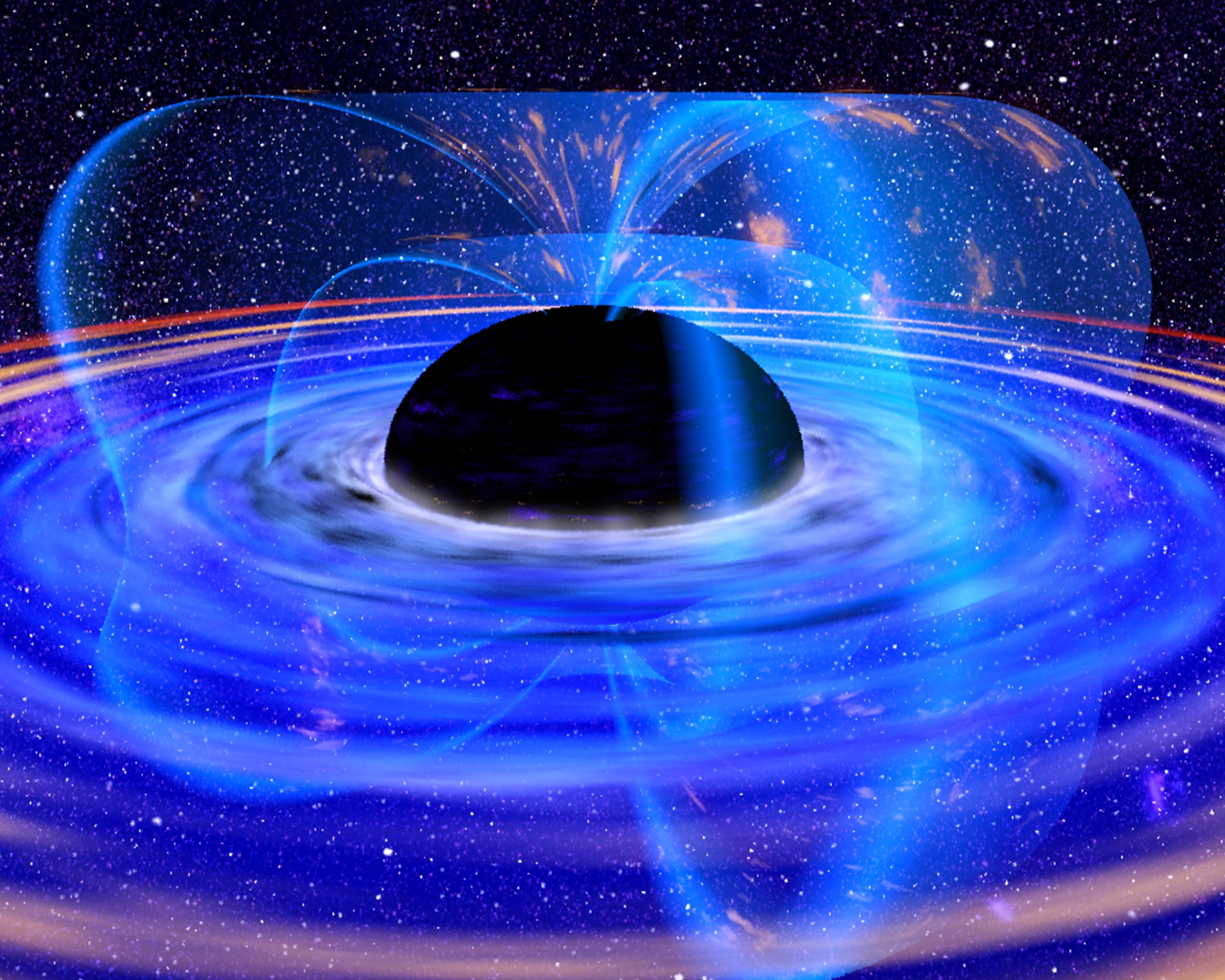
Художнє зображення чорної діри.

Квазар SDSS J0100 + 2802 був виявлений за допомогою Ліцзянського телескопа, потім дані були перевірені на чотирьох найпотужніших телескопах планети (у Чилі, США (2 телескопи) і на Гаваях). Результати відкриття були опубліковані в науковому журналі Nature 26 лютого 2015 року.
Дані різних наукових груп приблизно зійшлися. Чорна діра в центрі квазара SDSS J0100 + 2802 має масу в 12 млрд сонячних, а енергія, що поглинається нею в Квадрильйон (тисяча трильйонів) разів перевищує сонячну світність.
Відстань до квазара — 12 млрд 800 млн світлових років — це межа спостережуваного Всесвіту. Імовірно, це найранніший квазар з виявлених. Чорна діра, яка згодом притягнула до себе велику масу зоряної речовини, що утворила світний диск, утворилася приблизно через 900 млн років від моменту «Великого вибуху».
Енергія, що випромінюється квазаром SDSS J0100 + 2802, перевищує світність Сонця в 420 трильйонів разів — це в кілька разів більше, ніж сукупна світність усієї нашої Галактики або її найближчого сусіда «Туманності Андромеди», кількість окремих зір у кожній з цих галактик становить 150–200 мільярдів.
Відкриття найяскравішого квазара в ранньому Всесвіті, який живиться від наймасивнішої, відомої нині, чорної діри, являє собою загадку для дослідників, перед якими постає питання: як може настільки масивний і яскравий об'єкт існувати так рано у Всесвіті, всього через 900 мільйонів років після Великого Вибуху?